# Васильєв Олег Володимирович
Олег Володимирович Васи́льєв (4 листопада 1931 в Москві — 26 січня 2013 у Нью-Йорку) — російський художник.
У 1958 закінчив Московський державний художній інститут імені Сурікова.
З 1967 — член Спілки художників СРСР, в 1983 став членом Московського об'єднаного комітету художників-графіків. У той же час, як постмодерніст був одним з активістів неофіційного радянського мистецтва.

## Творчість
Спеціалізувався на живописі, ксилографії і книжковій графіці. Відомий як живописець і ілюстратор дитячої літератури. Спільно з Еріком Булатовим створив ілюстрації, зокрема, до казок Шарля Перро і Ганса-Крістіана Андерсена.
У 1990 емігрував до США, оселився в Нью-Йорку.
Його роботи експонуються в Державній Третьяковській галереї, Московському музеї сучасного мистецтва, Російському музеї в Санкт-Петербурзі і в низці приватних зібрань в США.